# Ernst Ankermann
Ernst Bruno Wilhelm Ankermann (* 13. Oktober 1928 in Korschen; † 5. Februar 2021 in Kiel) war ein deutscher Jurist und Richter am Bundesgerichtshof.

## Werdegang
Während seines Studiums wurde er im Göttinger Wingolf aktiv.
Vom 19. Dezember 1974 bis 31. Dezember 1990 war er Richter am Bundesgerichtshof und Beisitzer im VI. Zivilsenat.

## Wirken und Werke
Ankermann war Mitarbeiter an einem Kommentar zur Zivilprozessordnung und der Entscheidungssammlung Arzthaftpflicht-Rechtsprechung.
2004 erschien sein Buch Sterben zulassen – Selbstbestimmung und ärztliche Hilfe am Ende des Lebens, in dem er sich unter anderen mit den Themen Behandlungsverzicht und Behandlungsabbruch, Reanimation, Wachkoma, Demenz, Hirntod und Patientenverfügung befasste.